# Путаро, Леандро
Леандро Путаро (нем. Leandro Putaro; 7 января 1997 года, Гёттинген, Германия) — немецкий футболист, нападающий клуба «Оснабрюк». На правах аренды выступает за клуб «Арминия».

## Клубная карьера
В 2010 году, во время скаутских просмотров, привлёк внимание селекционеров «Вольфсбурга».
6 февраля 2016 года дебютировал в Бундеслиге, в поединке «Вольфсбурга» против Шальке 04, выйдя на замену на 81-й минуте вместо Никласа Бендтнера. Всего в сезоне 2015/16 провёл четыре встречи, во всех выходя со скамейки запасных.
В сезоне 2016/2017 Леандро отправился в аренду в «Арминию», выступавшую во второй Бундеслиге.  Дебютировал за неё 14 августа 2016 года в поединке против «Мюнхена 1860». Всего в сезоне сыграл 15 встреч. В июне 2017 года подписал с «Арминией» трёхлетний контракт. 17 ноября 2017 года забил первый мяч в профессиональном футболе, поразив ворота «Айнтрахта» из Брауншвейга. Всего в сезоне провёл 18 встреч, дважды отличился.
17 августа 2018 года Путаро был отправлен в аренду в брауншвейгский «Айнтрахт». 26 августа 2018 года Путаро дебютировал за новый клуб в третьей немецкой лиге поединком против «Фортуны» из Кёльна. В конце сезона «Айнтрахт» выкупил Путаро у «Арминии», подписав контракт с ним до лета 2021 года. 1 февраля 2021 года контракт был расторгнут по обоюдному согласию сторон.
2 февраля 2021 года подписал контракт на 1,5 года с клубом из Третьей лиги «Ферль». Через три дня дебютировал за клуб в матче против «Ганза», заменив Касима Рабихича на 76-й минуте. В апреле получил травму колена и пропустил оставшуюся часть сезона 2020/21.
В июне 2022 года подписал контракт с клубом «Оснабрюк». Дебютировал за клуб в матче против «Дуйсбург», выйдя на поле в стартовом составе. В сезоне 2022/23 помог команде заработать повышение во Вторую Бундеслигу. 29 августа 2023 года на правах аренды перешел «Арминию» до конца сезона 2023/24.

## Международная карьера
С 2012 года Леандро выступает за сборные Германии различных возрастов. 6 октября 2015 года дебютировал за юношескую сборную Германии до 19 лет в товарищеском поединке с молодёжной сборной США до 20 лет и забил мяч после выхода на замену.